# Cirque de Varius
Le cirque de Varius (Circus Varianus) fut vraisemblablement construit à la fin de l'époque des Sévères sur le territoire d'une grande villa impériale : le Sessorium. Il fut durant l'Antiquité romaine un hippodrome pour les jeux du cirque.
Le nom du cirque provient du nom de naissance de l'empereur Élagabal : Varius Avitus Bassianus.

## Construction et fonction
Probablement construit sous le règne d'Élagabal (218-222), il serait un des édifices du palais du Sessorium, un complexe résidentiel impérial dont la construction fut commencée par l’empereur Septime Sévère et terminée par l’empereur Élagabal. Ces empereurs auraient doté le complexe impérial d’un amphithéâtre (l'amphithéâtre Castrense), et de ce cirque, réservé à leur usage et celui de leurs hôtes. Il fut utilisé pour les spectacles et manœuvres militaires en honneur de la cour impériale, jusqu'à la construction du mur d'Aurélien.

## Architecture
Des vestiges du cirque sont visibles dans la zone située derrière la Basilique Sainte-Croix-de-Jérusalem, construite sur les vestiges d'un salle du Sessorium. Le tracé du cirque était parallèle à celui de l'aqueduc de Claude. Les dimensions du cirque sont estimées à 565 m de long et 115/125 m de large. 

### Obélisque d'Antinoüs
L'obélisque d'Antinoüs avait été transporté d'Égypte et érigé sur la Via Labicana en l'honneur du jeune Antinoüs, favori de l'empereur Hadrien, vers 110-130 avant d'être déplacé vers le Sessorium, et mis en place sur la spina du cirque.
L'obélisque d'Antinoüs resta enterré, brisé en trois parties, jusqu'en 1570. Il fut alors restauré et érigé dans les jardins du Pincius.

## Histoire
Le cirque fut plus tard incorporé dans le mur d'Aurélien (construit entre 270 et 275) entourant  Rome. Ce réemploi permettait de réduire les coûts et d’avancer les travaux plus rapidement en évitant sa démolition ou la déviation du mur. Nombre d’autres monuments subirent le même sort. Le mur d'Aurélien traversait la piste du cirque à environ 100 mètres des stalles de départ : 20 % de l'édifice était dans l'enceinte du nouveau mur.

### Aujourd'hui
Le cirque fut redécouvert en 1959 au nord de la basilique Sainte-Croix-de-Jérusalem. L'ensemble du bâtiment a pratiquement disparu : il ne reste rien des tribunes ou de la spina.